# K30 Biho
K30 Biho (кор. 비호, ханча 飛虎; буквально «Летючий тигр») — південно-корейська здвоєна 30-мм зенітна самохідна установка. Основний розробник — Hanwha Defense.

## Історія
K30 розроблена для оперативних вимог Збройних сил Республіки Корея щодо високомобільної системи протиповітряної оборони, яка відповідає умовам експлуатації та місцевості Корейського півострова як доповнення до ЗСУ K263A1 Chungung. 
Проєкт було розпочато у 1983 році, на дослідження і розробки було виділено 600 співробітників та близько 10 мільярдів вон. У вересні 2001 було завершено виготовлення прототипів. У 2007 Doosan Infracore уклала з Корейською оборонною програмою контракт на посетапне постачання корейській армії машин на суму 500 млрд вон. Починаючи з 2008 року від армії надійшло замовлення на подальше постачання на суму приблизно 500 мільярдів вон. 
У 2019 K-30 була обрана індійською армією після конкурсу на нову зенітну самохідну установку, в якому також брали участь російські «Тунгуска-М1» та «Панцирь-С1».  У травні 2019 Індія замовила 104 одиниці K30, але замовлення було скасовано у вересні 2020 року на користь місцевої системи, розробленої в рамках ініціативи «Самозабезпечена Індія». 

## Опис
До системи K30 Biho входять здвоєні 30-мм гармати, радар спостереження та керування вогнем TPS-830K, електрооптична система цілевказування, панорамний перископ, інфрачервона система переднього огляду, лазерний далекомір, тепловізійний приціл, телевізійна камера та цифрова система керування вогнем. 
Комбінована цілевказівна система має радіус дії понад 10 км. Радар TPS-830K може виявляти та супроводжувати ціль RCS площею 2 м² з відстані 17-20 км.  K30 оснащений системою ідентифікації «свій-чужий». Це всепогодна артилерійська система, яка може діяти вдень і вночі. 
Гармати мають циклічну швидкість стрільби 600 пострілів на хвилину і ефективну зенітну дальність 3000 м; боєкомплект кожної гармати становить 300 осколково-фугасних снарядів. У 2013 році K30 було додатково оснащено чотирма ПЗРК Singung (радіус дії 7 км, можуть бути запущені дві ракети одночасно).  
К30 експлуатує шасі БМП K200 KIFV, але має деякі відмінності. Він має додаткове опорне колесо в підвісці та замість двигуна D2848T потужністю 350 к.с. використовує двигун D2840L потужністю 520 к.с оскільки K30 важить майже вдвічі більше, ніж K200. Для встановлення цього потужнішого двигуна трансмісія X200-5K від Allison Transmission замінена на HMPT500-3EK/4EK від S&T Dynamics. Модифіковане шасі в основному зберігає захисні та амфібійні можливості оригінального шасі.
Броня K30 забезпечує захист від вогню стрілецької зброї та осколків артилерійських снарядів. Також машину обладнано системами РХБ-захисту та автоматичного пожежогасіння. 
Екіпаж K30 складається з трьох осіб: командира, навідника та водія. 